# Сусо
Сусо (шп. Jesús Joaquín Fernández Sáenz de la Torre, 19. новембар 1993) је шпански фудбалер који тренутно наступа за Севиљу. Игра на позицији везног играча.

## Каријера

### Ливерпул
Сусо је похађао омладинску школу фудбала Ливерпула и тек је са 17. година потписао професионални уговор са клубом.
Сусо се први пут појавио у првој постави у предсезонској утакмици против Борусије Менхенгладбах 1. августа 2010. године, а такође је играо и на опроштајној утакмици Џејмија Карагера 4. септембра. Међутим, за такмичарске утакмице одмах је стављен у резервни тим.
20. септембра 2012. Сусо је дебитовао у Ливерпулу у утакмици Лиге Европе против клубаФК Јанг бојс, одигравши пуних 90 минута. Он је дебитовао у Премијер лиги три дана касније против Манчестер Јунајтеда у 2:1 поразу на Енфилду, заменивши повређеног Фабија Боринија у полувремену. Затим је играо у наредној утакмици против Вест Бромич албиона шест дана касније у лигашком купу, где је асистирао за други гол Шахину 2: 1. Одиграо је прву утакмицу у Премијер лиги 29. септембра за победу од 5:2 против Норвич Ситија, где је асистирао Суарезу.
19. октобра 2012. године је потписао продужени уговор за клуб.
18. децембра 2012. Сусо је кажњен од стране Фудбалског савеза Енглеске за хомофобичне изјаве везане за саиграча Хосе Енрикеа Санчеза са 10 000 фунти.
25. фебруара 2013. године је изопштен из првог тима због лоше кондиције.

### Алмерија
12. јула 2013. године је прешао у ФК Алмерију. Дебитовао је 19. августа у утакмици против Виљареала где је асистирао Родригу Лозану за гол. Следећег дана је истом саиграчу асистирао у утакмици против Хетафеа за нерешен резултат од 2:2.
21. септембра, Сусо је постигао свој први гол за 2:2 против домаће екипе против Левантеа. 30. октобра, помогао је свом тиму да оконча несретан низ од пет узастопних пораза, помажући Марку Торсиљерију за гол и каснију победу од 1:2 над Валенсијом.
Новембра, Сусо је постигао свој други гол за Андалузијанце, једини гол његовог тима. Изгубили су 3:1 од Селте де Виго.
Сусо је у наредном периоду био у резервном тиму и тек играо јануара следеће године када је и асистирао Џонатану Зонги за једини гол против Хетафеа.

### Повратак у Ливерпул
Сусо је први пут позван у тим у Ливерпулу када су 16. септембра 2014. играли меч Лиге Шампиона за победу од 2:1 над бугарским клубом Лудогорец Разград, иако је остао на клупи. Недељу дана касније, у утакмици трећег кола Лиге купа против Мидслброа, заменио је Лазара Марковића у 98. минуту и постигао свој први гол за клуб 11 минута касније за 2:2 нерешено након продужетка. Такође је постигао два поготка у серији пенала пошто је Ливерпоол победио 14:13.

### Милан
Сусо је 12. јануара 2015. потписао четворогодишњи уговор са италијанским клубом Милан, који је ступио на снагу након раскида његовог уговора са Ливерпулом, који је требало да истекне у јулу 2015. Касније је договорено, међутим, да ће се придружити Росонерима одмах након што се Рикардо Сапонара придружио Емполију на позајмици до краја сезоне. Због раног отказивања Сусовог уговора са Ливерпулом, Милан је платио компензацијску накнаду од 1,3 милиона евра Ливерпулу.
Сусо је дебитовао 27. јануара у четвртфиналу Купа Италије, замењујући Микеланђела Албертазија за последњих десет минута од пораза од домаћег 0:1 против Лација. Сусо је дебитовао у Серији А 4. априла. 15. маја је помогао саиграчу Алеку за гол у утакмици која се завршила поразом од 3:2 против Сасуола. Касније је у тој утакмици добио црвени картон након фаула над Франческом Магнанелијем. Прву сезону завршио је са једном асистенцијом у 6 наступа у свим такмичењима.

### Ђенова
Након што је Синиша Михајловић заменио Филипа Инзагија као тренера Милана за сезону 2015/16, Сусо није могао да се нађе у стартној постави Милана и након само два наступа био је позајмљен у Ђенову током јануарске трансферне сезоне.
4. јануара 2016. Сусо се придружио Ђенови на позајмици до краја сезоне. По доласку добио је дрес број 17. 3. априла, након само једног гола у претходних 12 утакмица, постигао је свој први хет-трик у победи 4:0 над Фрозинонеом. Постао је други Шпанац који је постигао три гола у утакмици у Италији, након Луиса Суареза за Интер Милано против Генове 1963.

### Повратак у Милан
Након што су га позајмили због недостатка поверења у њега од стране тренера Милана Синише Михајловића, Сусо је почео добијати време за игру под новим менаџером Монтелом. После импресивне предсезоне и првих мечева Серије А у сезони 2016–15, сматрало се да Сусо игра кључну улогу у сезони. Сусо је постигао свој први гол за Милан у другом мечу Серије А против Наполија, изједначујући у каснијем поразу од 2:4. 16. септембра 2016. године, асистирао је Карлосу Баки у победи од 1:0 против Сампдорије. Такође је помагао Мануелу Локателију против Јувентуса 22. октобра. Он је постигао први гол Милана и асистирао за други голу у победи од 2: 1 против Палерма 6. новембра. Следеће недеље, постигао је гол у 2:2 против Интер Милана у Сан Сиру. Он је постигао гол и асистирао за још два јер је Милан победио Емполи 4:1 у следећем мечу.
23. децембра 2016. године, Сусо је асистирао за гол за изједначавање саиграчу Бонавентуру у Суперкупу Италије против Јувентуса; он је касније претворио свој гол пенал у коначну победу Милана за резултат од 4:3.
Сусо је закључио сезону 2016-2017. постигавши 7 голова, заједно са 9 асистенција.
25. септембра 2017. године, Сусо је потписао уговор са Миланом који важи до 2022. године.

### Севиља
Јануара је прешао у клуб Севиља са обавезном клаузулом куповине.

## Каријера у репрезентацији
Играо је сваку утакмицу у такмичењу УЕФА Европско првенство за фудбалере до 19 година 2012. године, где је и добио прву заслугу.
Био је капитен тиму репрезентације Шпаније до 20 године на Светском првенству 2013. године.
Играо је квалификациону утакмицу против Италије за Светско првенство у фудбалу 2018. Дебитовао је у пријатељској утакмици против Русије 14. новембра 2017. године.